# Römisch-katholische Kirche in Burkina Faso

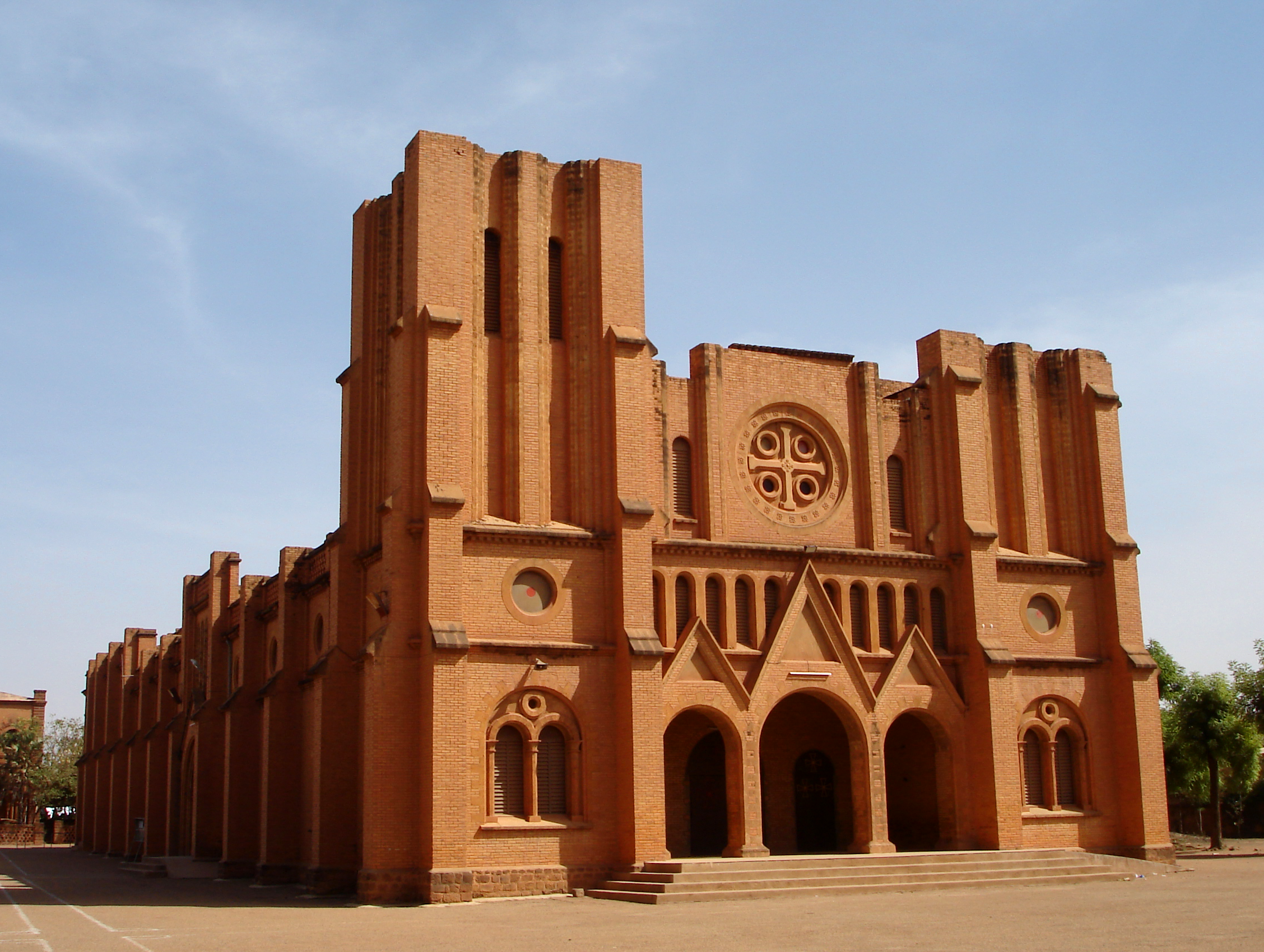
Kathedrale von Ouagadougou

Die römisch-katholische Kirche in Burkina Faso ist Teil der weltweiten römisch-katholischen Kirche.

## Organisation
10 % der Burkiner sind Katholiken. Das größte Bistum, Ouagadougou, zählt 497.540 Katholiken. Ihm folgen das Bistum Koudougou mit 259.634 und das Erzbistum Koupéla mit 257.103 Katholiken.
Vorsitzender der Bischofskonferenz Burkina Faso und Niger ist Erzbischof Séraphin François Rouamba. Paul Kardinal Zoungrana MAfr, Erzbischof von Ouagadougou, wurde 1965 durch Papst Paul VI. zum ersten burkinischen Kardinal ernannt. Apostolischer Nuntius in Burkina Faso ist seit August 2025 Erzbischof Éric Soviguidi.
Papst Johannes Paul II. besuchte 1980 und 1990 Burkina Faso.
Die römisch-katholische Kirche in Burkina Faso ist in drei Erzbistümer und elf dazugehörende Suffraganbistümer gegliedert.

## Bistümer in Burkina Faso
- Erzbistum Bobo-Dioulasso
  - Bistum Banfora
  - Bistum Dédougou
  - Bistum Diébougou
  - Bistum Gaoua
  - Bistum Nouna
- Erzbistum Koupéla
  - Bistum Dori
  - Bistum Fada N’Gourma
  - Bistum Kaya
  - Bistum Tenkodogo
- Erzbistum Ouagadougou
  - Bistum Koudougou
  - Bistum Manga
  - Bistum Ouahigouya

## Klöster
2001 gründeten Ordensleute, die aus der Spiritualität Charles de Foucaulds leben, in Honda bei Kongoussi das Kloster Jésus-Sauveur, das zu einem Vorreiter der Inkulturation des Christentums in Burkina Faso wurde.